# Johann Elias Werner

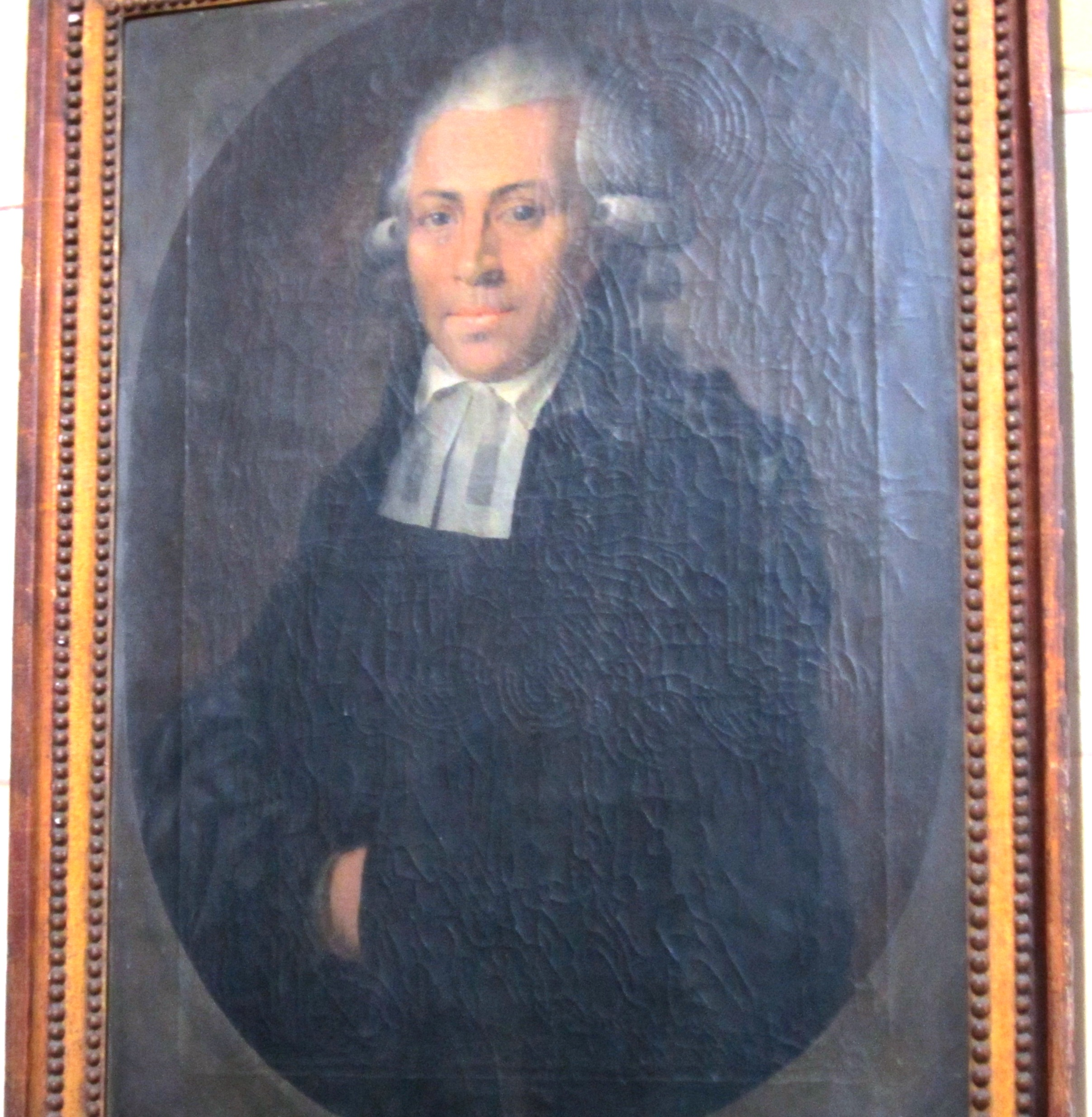
Bildnis J. E. Werner in der Barther Marienkirche

Johann Elias Werner (* 16. Mai 1751 in Vollersroda; † 23. Juni 1835 in Barth) war ein deutscher evangelisch-lutherischer Geistlicher.

## Leben
Johann Elias Werner entstammte bäuerlichen Verhältnissen in Thüringen. Er besuchte von 1762 bis 1772 das Gymnasium in Weimar und studierte in Jena Theologie bei dem aus Anklam stammenden Professor Johann Franz Buddeus. Wohl auf dessen Vermittlung ging er danach nach Pommern als Hauslehrer in adligen Familien.
1783 wurde Werner Prediger am Regiment Blixen in Stralsund. 1784 heiratete er in Lassan Anna Friederica Dorothea Schulz (* 18. August 1768), Tochter des Lassaner Diaconus Johann Nikolaus Schulz (1738–1812) und dessen Ehefrau Catharina Dorothea Schwarz (1743–1803).
Nach Ausbruch des Russisch-Schwedischen Krieges kam Werner im September 1788 mit seinem Regiment nach Schweden. Er nahm am 15. Mai 1790 an der siegreichen Schärenschlacht bei Fredrikshamn teil. Auf der Galeere Dalarna nahm er am 3. Juli auch an dem Seegefecht bei Wyborg teil und geriet hier mit der Mannschaft in russische Gefangenschaft. Nach Friedensschluss wurde er freigelassen und kam am 23. Oktober 1791 wieder nach Stralsund zurück.
1795 wurde Werner durch den schwedischen König als Nachfolger von Jakob Metzger (1723–1794) die Präpositur in Barth verliehen. Während der rund 40 Jahre seiner dortigen Tätigkeit veranlasste er u. a. den inneren Ausbau der Marienkirche durch Johann Gottfried Quistorp und Gottlieb Giese. Zudem widmete er sich der Betreuung der Kinder der Armen-Erziehungsanstalt. Sein besonderes Verdienst ist die Gründung einer Predigerwitwen-Unterstützungsgesellschaft für Neuvorpommern.
Aus Anlass des 300. Jubiläums der Reformation verlieh die theologische Fakultät der Universität Greifswald Johann Elias Werner 1817 die Ehrendoktorwürde. 1833 wurde ihm der Rote Adlerorden verliehen.
Sein Sohn Friedrich August Werner wurde Pastor in Tribsees, dem Geburtsort des Schwiegervaters von Johann Elias.